# Erhart Falckener
Erhart Falckener auch Erhart Valckener, Erhard Falkner und Erhard Falkener war ein bayerischer Meister der Schreinerei und der Flachschnitttechnik, der Ende des 15. Jahrhunderts und Anfang des 16. Jahrhunderts, am Mittelrhein, im Rheingau und im heutigen Rheinhessen spätgotische Kirchenmöbel baute.

## Leben
Aus drei Werksignaturen, die auf von ihm gefertigtem Kirchengestühl erhalten sind, ist bekannt, dass Falckener aus Abensberg in Bayern stammte und zeitweise in Gau-Odernheim (Rheinland-Pfalz) wohnte. Andere zuverlässige Quellen über seine Herkunft liegen nicht vor. Falckener brachte aus seiner Heimat Techniken mit, die am mittleren Rhein zur Bildung einer Enklave spätgotischer Kirchenmöbel mit süddeutscher und alpenländischer Prägung führten. Das Ende seiner Werkstatt wird auf ca. 1524 angesetzt.

## Werke

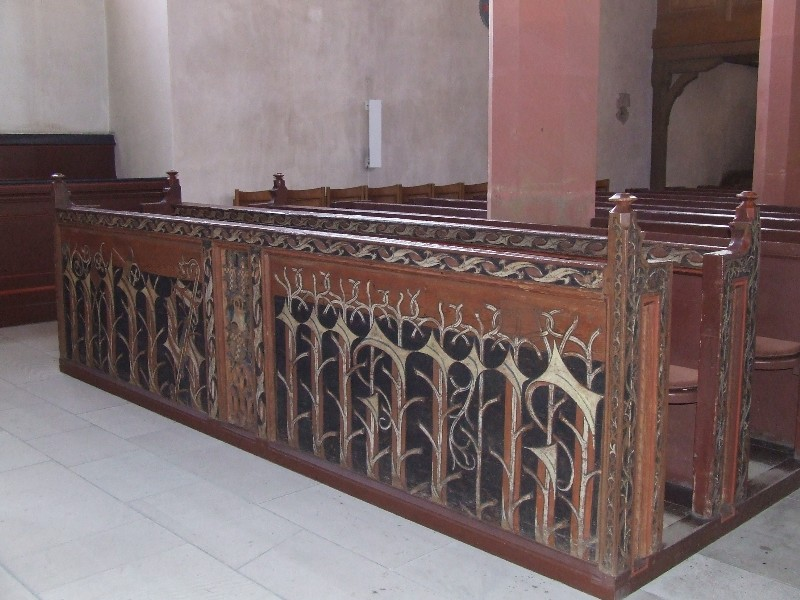
Kalligraphischer Flachschnitt Erhart Falckeners (re: „maria“, li: „jesus“): östl. Vorderfront der südl. Bankgruppe der Simultankirche Bechtolsheim

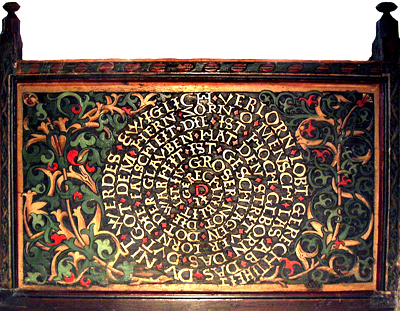
Gerechtigkeitsspirale – Pfarrkirche St. Valentinus in Kiedrich

Falckeners signierte Werke sind in Bechtolsheim, Weinheim und Kiedrich zu finden:
- Laiengestühl in der Simultankirche St. Maria und St. Christophorus in Bechtolsheim aus dem Jahr 1496. Dank einer Restaurierung in den Jahren 1974 bis 1976 konnte der gesamte ursprüngliche Farbanstrich des Gestühls freigelegt und wiederhergestellt werden – eine bemerkenswerte Rarität.
- Laiengestühlrest in der St.-Gallus-Kirche in Weinheim, ebenfalls aus dem Jahr 1496.
- Laiengestühl in der Pfarrkirche St. Valentinus in Kiedrich von 1510. Es handelt sich hier, ähnlich wie im erstgenannten Werk, um den seltenen Fall eines vollständig erhaltenen spätgotischen Gemeindegestühls. Bekannt ist vor allem Falckeners Gerechtigkeitsspirale.

Hildegard Sobel (siehe Literaturhinweis) ordnet auf der Basis umfangreicher Architektur- und Stilvergleiche folgende weitere Werke dem Meister Erhart Falckener zu (chronologische Reihenfolge):
- St. Peter in Herrnsheim: Chorgestühl und Herrschaftssitz (1486)
- Evangelische Pfarrkirche (St. Oswald) in Manubach: Chorgestühl und Herrschaftssitz (1493)
- Simultankirche St. Maria und St. Christophorus in Bechtolsheim: Chorgestühl (um 1495)     (Zuordnung umstritten!)
- Evangelische Pfarrkirche (St. Peter) in Partenheim: Kanzel (um 1500–1505)
- Simultankirche (St. Martin) in Biebelsheim, Chor- und Herrschaftssitz (1506)
- Evangelische Pfarrkirche (St. Remigius) in Mauchenheim: Unterzugbalken, Gestühlsfragmente (um 1506)
- Evangelische Pfarrkirche (St. Mauritius) in Oberdiebach: Chorgestühlsrest, Balkenverkleidung (1508)
- St. Ägidius in Mittelheim: Kanzel (1511)

Gemäß derselben Untersuchung lassen sich die nachfolgend genannten Werke der Falckener-Nachfolge zuordnen:
- St. Margaretha in Oberheimbach: Kanzel (1517)
- Mariä Himmelfahrt in Niederheimbach: Sakristeischrank (1518)
- Evangelische Bergkirche (St. Pankratius) in Udenheim: Herrschaftsgestühl, Laiengestühlrest (um 1518)
- Evangelische Pfarrkirche (St. Oswald) in Manubach: Laiengestühl, verlorene Emporenbrüstung (1524)

## Kunstgeschichtliche Einordnung
Die Möbelbautechnik Falckeners entspricht dem damaligen spätgotischen Bauprogramm und dem Stand der Technik, den andere überlieferte Chorgestühle und Profanmöbel (Sitze, Schränke und Truhen) im südlichen deutschen Sprachraum dokumentieren. Bemerkenswert ist aber das große Spektrum der von seiner Werkstatt eingesetzten gestalterischen Techniken, Formen und Materialien. Seine Flachschnittarbeiten sind relativ derb geschnitzt und reich koloriert, sein Maßwerk ist dagegen – wie in Süddeutschland und im Alpenraum üblich – sehr zierlich. Häufig setzt Falckener fein ausgestochenes Blendmaßwerk auf die Flachschnittflächen seiner Kirchenmöbel. Seine Pflanzenornamente zeigen einen Wechsel von den tradierten stilisierten Akanthus- und Distelmotiven zu naturalistischen Darstellungen von Pflanzen wie Wein, Hopfen, Geißblatt, Günsel etc. Darüber hinaus zeichnet sich Falckener durch den häufigen und vielfältigen Einsatz von Texten aus. Er verwendet dabei Inhalte der volkstümlichen religiösen Literatur aus der vorreformatorischen Zeit. Seine bevorzugten Schrifttypen sind gotische Minuskeln und Antiqua-Versalien. Mit der Reformation und dem Beginn der Renaissance kommt die spätgotische Kunst der Falckenerschen Schule aus der Mode.

## Auszeichnungen und Ehrungen
- In Gau-Odernheim gibt es eine „Erhard-Falkner-Straße“.
- In Kiedrich im Rheingau gibt es seit dem 2. Mai 2010 einen „Erhart-Falckener-Platz“